# Torpedobaad af 2. kl. Nr. 12-13
Torpedobaad af 2. kl. Nr. 12 og 13 var de sidste torpedobåde af 2. klasse til Den danske Marine. Lige som de tidligere både blev de bygget hos Thornycroft i England. De ankom til Danmark i 1889. 

## Tekniske data

### Generelt
- Længde: 23,8 m
- Bredde: 2,7 m
- Dybdegående: 1,3 m
- Deplacement: 25 tons
- Fart: 17 knob
- Besætning: 6

### Armering
- Artelleri: 1 stk 37 mm
- Torpedoapparater: 2 stk 35 cm (I stævnen)

## Tjeneste
- Torpedobaad af 2. kl. Nr. 12. Omdøbt i 1912 til P.12 (patruljebåd). Udgået i 1919.
- Torpedobaad af 2. kl. Nr. 13. Omdøbt i 1912 til P.13 (patruljebåd). Udgået i 1919.